# 嫦娥八号
嫦娥八号是由中国国家航天局组织的中国探月工程第八次月球探测任务，预计于2029年前后发射，在月球南极莫顿环形山着陆，与嫦娥七号组成中国月球南极的科研站基本型。嫦娥八号也是国际月球科研站建设阶段中国方面的第一个探测器。

## 概述
嫦娥八号大致的任务形式和嫦娥七号类似，两者将一同构建中国月球南极的科研站基本型，这也将是国际月球科研站基本型的一部分。
嫦娥八号的预选着陆区与嫦娥七号相同，即月球南纬85º以上的月球南极区域，而且要降落在相近位置。
按照计划，嫦娥八号探测器着陆于南极预选着陆区后，着陆器展开多功能塔，转移巡视器、作业机器人至月面指定位置，部分科学载荷在作业机器人的辅助下开展就位科学探测、科学实验与技术试验；巡视器开展巡视探测。

## 任务筹划
2016年，中国探月工程四期阶段任务提出以月球极地为探测目标，其中计划向于2027年向月球北极发射一个探测器，暂时称为“嫦娥P2”。
2017年11月，在联合国外空司的演讲中，探月工程四期任务调整为聚焦月球南极，嫦娥P2任务调整为同嫦娥P1任务和嫦娥六号任务一同调查南极地区地质特征、矿物成分、挥发性。开展地球观测、微观生态系统研究，同时也将为建设国际月球科研站做好准备。
2018年，嫦娥P2任务的发射时间拟定为2026年。同年7月，一篇论文提到了嫦娥P2探测器的架构，包括着陆器、巡视器和飞跃器；科学目标则包括开展原位资源利用实验和月基小生态系统研究以及月基地球观测。同年，嫦娥P1任务和嫦娥P2任务開始被稱为嫦娥七号和嫦娥八号。
2019年，嫦娥八号与嫦娥六号和嫦娥七号一同获得批准。
2023年10月，中国国家航天局发布了嫦娥八号任务科学载荷国际合作机遇公告。2025年4月24日，10个国际项目最终入选。同时明确嫦娥八号预选着陆点为月球南极莫顿环形山，发射日期为2029年前后。

## 科学目标
嫦娥八号任务的科学目标包括：
1. 月球多物理场探测与研究。
2. 月球区域地质剖面探测与研究。
3. 月基对地大气能量平衡及地球磁层宏观观测与研究。
4. 月球原位样品分析及资源就位利用实验与研究。
5. 月表环境下小型封闭陆生生态系统实验与研究。

## 任务架构
嫦娥八号由着陆器、巡视器和月面作业机器人组成，同时与嫦娥七号和鹊桥二号协同工作。通过月面移动通信网络连通各探测器，形成一个“月球工厂”。

## 科学载荷

### 国内载荷
嫦娥八号任务拟配置 14台国内科学载荷：
着陆器载荷
- 降落相机
- 地貌相机
- 月震仪
- 月表低频电磁场探测仪
- 月壤剖面热电流测量仪
- 月基对地观测辐射计
- 月基对地观测面阵多光谱仪
- 软X射线望远镜
- 小型陆生生态实验装置
- 原位资源利用试验装置

巡视器载荷
- 全景相机
- 测月雷达
- 红外光谱矿物分析仪
- 月表原位样品分析与存储装置

### 国际载荷
2023年10月，中国国家航天局发布了嫦娥八号任务国际合作机遇公告，开放200千克载荷资源用于国际合作。2025年4月24日，中国国家航天局正式发布嫦娥八号任务合作项目遴选结果，来自11个国家和地区、1个国际组织的10个项目入选：
- 香港科技大学和香港理工大学合作开展的“月面多功能操作机器人暨移动充电站”
- 巴基斯坦空间和外大气层研究委员会（英语：Space & Upper Atmosphere Research Commission）和国际车辆地面力学学会共同参与的“巴基斯坦月球车”
- 土耳其中东技术大学的“挑战性环境智能探索机器人”
- 南非國家航天局和秘鲁国家航空航天研究与发展委员会（西班牙语：Comisión Nacional de Investigación y Desarrollo Aeroespacial）联合开展的“射电天文学阵列”
- 意大利国家核物理研究所-弗拉斯卡蒂国家实验室（義大利語：Laboratori nazionali di Frascati）的“激光角反射器阵列”
- 俄罗斯国家航天集团公司和俄罗斯科学院空间研究所的“月球等离子体-尘埃外层敏感仪”和“月球离子和高能中性粒子分析仪”
- 泰国高等教育与科研创新部和泰国国家天文研究所（英语：National Astronomical Research Institute of Thailand）研制的“月球中子分析仪”
- 巴林国家空间科学局（英语：Bahrain National Space Science Agency）和埃及航天局（英语：Egyptian Space Agency）合作的“月表可见光和红外视像系统”
- 伊朗航天局研制的“月球电位监测仪”

## 发射
嫦娥八号计划于2029年前后在中国文昌航天发射场使用长征五号运载火箭发射。